# !!!
!!! (obično izgovarano kao čk čk čk) je američki dance punk sastav.

## Povijest
Osnovali su ga 1996. u Sacramentu članovi lokalnih sastava The Yah Mos, Black Liquorice i Popesmashers. Inspiraciju za ime su dobili iz titlova za film Bogovi su pali na tjeme, u kojima su klikajući zvukovi iz bušmanskog kojsanskog jezika napisani kao „!”. Sastav je do sada objavio tri studijska albuma i tri EP-a, te sedam singlova. Poslije više manjih projekata, godine 2000. je izašao njihov prvi album „!!!”.

## Diskografija

### Albumi
- !!! – (2001.)
- Louden Up Now – (2004.)
- Myth Takes – (2007.)
- Strange Weather, Isn't It? – (2010.)
- THR!!!ER – (2013.)

### EP-ovi
- GSL26/LAB SERIES VOL. 2 – (1999.)
- Live Live Live – (2004.)
- Take Ecstasy with Me/Get Up – (2005.)
- Yadnus – (2007.)
- Jamie, My Intentions Are Bass E.P. – (2010.)

### Singlovi
- „The Dis-Ease/The Funky Branca” – (1998.)
- „Me and Giuliani Down by the Schoolyard (A True Story)” – (2003.)
- „Pardon My Freedom” – (2004.)
- „Hello? Is This Thing On?” – (2004.)
- „Me and Giuliani Down by the Schoolyard (A Remix)” – (2004.)
- „Heart of Hearts” – (2007.)
- „Must Be the Moon” – (2007.)
- „AM/FM” – (2010.)
- „Slyd”	– (2013.)
- „One Girl/One Boy” – (2013.)

## Vanjske poveznice
- Službena stranica